# 黃炳辰
黃炳辰（？—？），廣西省桂林府臨桂縣人，清朝政治人物、同進士出身。
光緒十五年（1889年），参加光緒己丑科殿試，登進士三甲68名。同年五月，改翰林院庶吉士。光緒十六年四月，散館，著以知县即用。